# Altagracia (Nicaragua)
Altagracia és una ciutat i municipi de Nicaragua, a l'illa de Ometepe, pertanyent al departament de Rivas, addicionalment és el nom d'un barri a la ciutat capital de Managua.

## Població
- Del poble d' Altagracia: 2.771 habitants.

## Història
La zona que actualment ocupa la ciutat albergava dues tribus enfrontades: els aztagalpa i els cosonigalpa. Els cosonigalpa van fugir finalment al que actualment és la badia de Sincapa. Amb l'arribada dels espanyols en 1613 es fundà la població de Altagracia.

## Patrimoni
La ciutat compta amb una església construïda en 1924 al costat de la qual s'ha instal·lat un parc d'escultures que alberga una important col·lecció d'art precolombí esculpit en roca basáltica. Es tracta de peces de notable grandària que representen figures humanes i les seves álter egos, principalment l'àguila i el jaguar. S'estima que daten del segle ix de la nostra era.
A la ciutat també es troba el Museu de Ometepe amb una interessant col·lecció arqueològica i etnogràfica.

## Geografia
- Altitud: 64 metres.
- Latitud: 11º 34' 00
- Longitud: 85º 34' 59" O